# Zuidbroek
Zuidbroek, dialekt groningski Zuudbrouk – wieś w Holandii, w prowincji Groningen, w gminie Menterwolde. Do 1965 roku Zuidbroek stanowiło osobną gminę. Po reformie administracyjnej wieś weszła w skład gminy Oosterbroek.